# Ridgely (Tennessee)
Ridgely es un pueblo ubicado en el condado de Lake en el estado estadounidense de Tennessee. En el Censo de 2010 tenía una población de 1.795 habitantes y una densidad poblacional de 404,58 personas por km².

## Geografía
Ridgely se encuentra ubicado en las coordenadas 36°15′41″N 89°28′49″O / 36.26139, -89.48028. Según la Oficina del Censo de los Estados Unidos, Ridgely tiene una superficie total de 4.44 km², de la cual 4.44 km² corresponden a tierra firme y (0%) 0 km² es agua.

## Demografía
Según el censo de 2010, había 1.795 personas residiendo en Ridgely. La densidad de población era de 404,58 hab./km². De los 1.795 habitantes, Ridgely estaba compuesto por el 80.95% blancos, el 16.88% eran afroamericanos, el 0.33% eran amerindios, el 0.17% eran asiáticos, el 0% eran isleños del Pacífico, el 0.17% eran de otras razas y el 1.5% pertenecían a dos o más razas. Del total de la población el 1.67% eran hispanos o latinos de cualquier raza.